# Admetula italica
Admetula italica là một loài ốc biển, là động vật thân mềm chân bụng sống ở biển thuộc họ Cancellariidae.

Vỏ hóa thạch từ Thế Pliocen được tìm thấy ở Ý và miền nam Tây Ban Nha. Mẫu vật gần đây đã được phát hiện ở vùng nước sâu ở Đại Tây Dương cùng Mauritanie và Tây Sahara. 